# 기타지마 고스케
기타지마 고스케(일본어: 北島 康介, 1982년 9월 22일 ~ )는 일본의 수영 선수이다. 평영을 전문적으로 활약하였고 2004년과 2008년 하계 올림픽에서 100m-200m 평영 2연승을 하였다.

## 경력
기타지마는 세계 선수권 대회에서 장식적인 수영 선수이며, 2008년 베이징 올림픽 100m 평영에서 세운 세계 기록 보유자였다. 또한 400m 혼계영에서 동메달을 획득하기도 하였다. 기타지마 자신이 세계 신기록을 세우고 금메달을 따면서 4위로 들어온 자신의 주요 라이벌 브렌던 핸슨을 꺾었다.
그는 아테네 올림픽과 베이징 올림픽에서 똑같은 결과 - 100m-200m 평영 금메달, 400m 혼계영 동메달을 되풀이하였다.
기타지마와 브렌던 핸슨은 평영 종목의 중요한 라이벌이었으며, 아테네 올림픽은 물론 2개의 세계 선수권 대회(2003, 2005) 같은 시합에서 결투할 정도였다. 후반의 기회에 기타지마는 양쪽의 평영 종목에서 세계 기록들을 세웠다. 후에 그의 200m 평영 개인 전력은 드미트리 코모르니코프에 의하여 압도되었고, 그러고나서 핸슨이 100m에서 기타지마의 기록을 깼다. 베이징 올림픽에서 100m 평영 세계 기록(58.91초)를 되찾았다. 같은 해 일본 오픈 대회에서 200m 평영 세계 기록을 되찾기도 하였다. 그의 기록 2분 07.51초는 핸슨이 2006년에 세운 이전 기록을 1초 차이로 깼다.

## 같이 보기
- 수영 평영 100m 세계 기록 추이
- 수영 평영 200m 세계 기록 추이
- 올림픽 다관왕 목록